# Парраччани Кларелли, Никкола
Никкола Парраччани Кларелли (итал. Niccola Parracciani Clarelli; 12 апреля 1799, Риети, Папская область — 7 июля 1872, Вико-Экуэнсе, королевство Италия) — итальянский куриальный кардинал, доктор обоих прав. Епископ Монтефьясконе и Корнето с 22 января 1844 по июнь 1854. Префект Священной Конгрегации по делам епископов и монашествующих с 23 апреля 1863 по 27 августа 1872. Секретарь апостольских бреве с 24 апреля 1863. Архипресвитер патриаршей Ватиканской базилики и Секретарь Конгрегации фабрики Святого Петра с 8 октября 1870 по 7 июля 1872. Камерленго Священной Коллегии Кардиналов с 8 мая 1863 по 1864. Кардинал-священник с 22 января 1844, с титулом церкви Сан-Пьетро-ин-Винколи с 25 января 1844 по 22 февраля 1867. Кардинал-епископ Фраскати по 22 февраля 1867.

## Источник
- Информация Архивная копия от 4 марта 2016 на Wayback Machine  (англ.)